# Małe Walichnowy
Małe Walichnowy – wieś kociewska w Polsce położona w województwie pomorskim, w powiecie tczewskim, w gminie Pelplin na Nizinie Walichnowskiej przy drodze wojewódzkiej nr 229.

## Historia
W XVII wieku we wsi przeważała ludność wyznania luterańskiego i menonickiego.
Do 1954 roku miejscowość była siedzibą gminy Małe Walichnowy. W latach 1954–1971 wieś należała i była siedzibą władz gromady Małe Walichnowy, po jej zniesieniu w gromadzie Rudno. W latach 1975–1998 miejscowość administracyjnie należała do województwa gdańskiego.

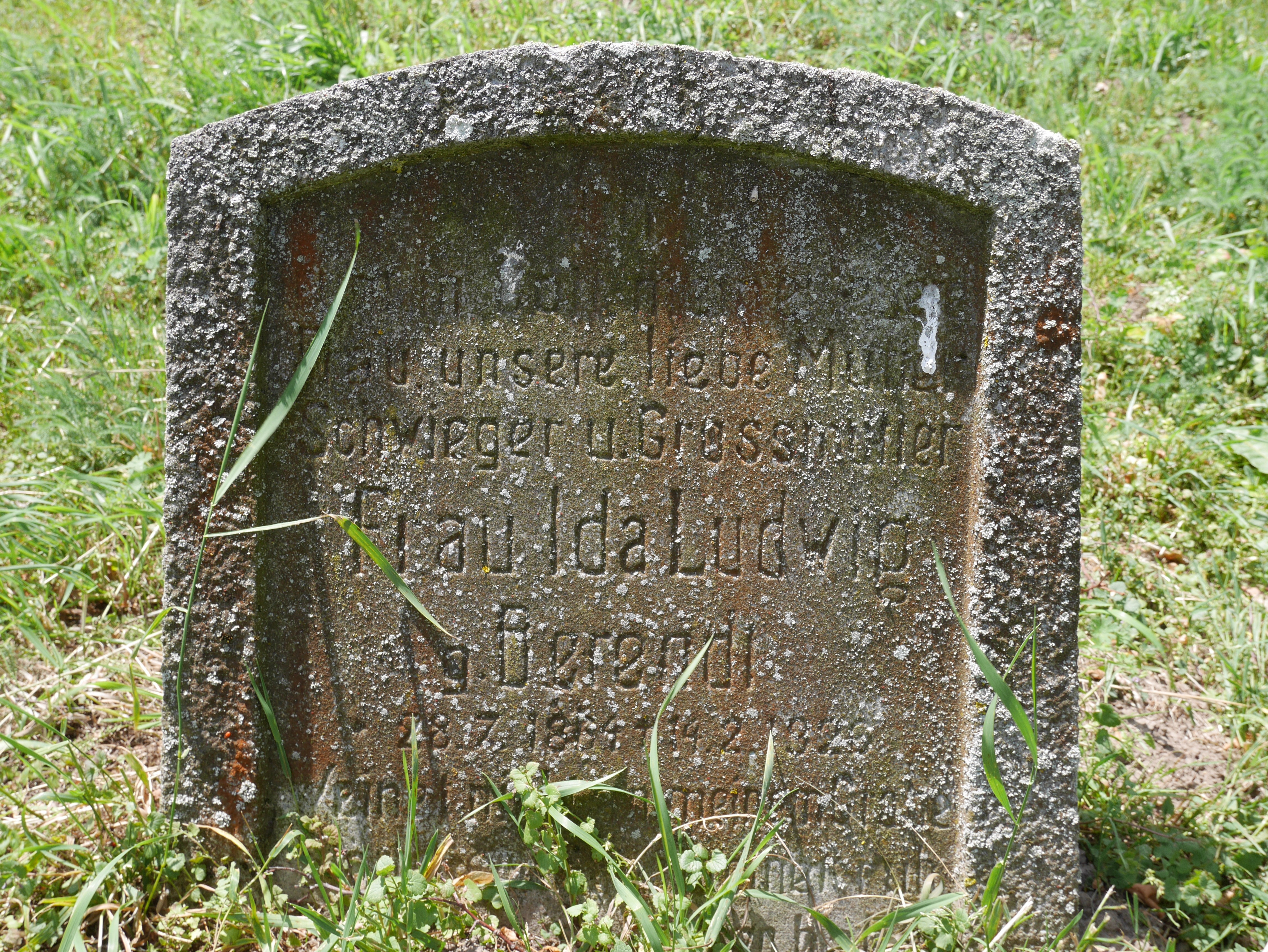
Nagrobek na cmentarzu mennonickim

## Zabytki
Według rejestru zabytków NID na listę zabytków wpisana jest zagroda Petera Rudolfa Dirksena, nr 3, nr rej.: A-1977 z 18.02.2020:
- dom mieszkalny, murowano-szachulcowy, 1878
- spichrz z wozownią, 1930
- park z pomnikami przyrody, XIX w.

We wsi zachował się również cmentarz mennonicki z surową, ceglaną kaplicą cmentarną bez elementów ozdobnych. Tutejsza szkoła została wzniesiona na początku XX w.